# Флаг Алаш-Орды
Флаг Ала́ш-Орды́ (каз. Алаш Орданың байрағы) — официальный символ Алаш-Орды — автономного государственного образования в составе России, существовавшего в годы Гражданской войны, под управлением правительства «Алаш-Орды».

## Описание
Проект конституции, в котором имеется описание флага, разработал Барлыбек Сыртанов по запросу Алихана Букейханова. Во втором пункте конституции под названием «О самостоятельности Республики Страны казахов» есть описание государственного флага планируемой республики «Страна казахов»: «Страна казахов имеет флаг. Флаг состоит из зелёной, красной и жёлтой поперечных полос. В верхнем углу имеется рисунок полумесяца и звезды. Зелёный цвет — знак верности страны исламу, красный — символ пролитой при защите страны крови, жёлтый — символ широкой казахской степи, свободы».
В Семипалатинской газете «Воля народа» была новость о белом флаге с юртой в центре: «… 5 июня 1918 года в город Алаш вошел сформированный казахский отряд из 500 джигитов. 6 июня была проведена торжественная встреча в центре Алаша. Отряд был вооружен и обучен военному искусству, имел свою форму одежды, напомнившую национальный камзол с кожаными прошитыми воротниками. Был учрежден белый флаг, в центре которого находилось изображение юрты…».
Султан-Хан Аккулы пишет о белых знаменах: "19 июня вооруженные отряды Алаш-Орды прибыли в столицу, 300 милиционеров во главе с офицерами были торжественно встречены представителями Временного Сибирского правительства и военных чинов. "Во время встречи на площадь прибыл известный национальный деятель Букейханов, в честь которого по предложению подполковника Тохтамышева всадники произнесли «Алла». На знаменах белого цвета на киргизском (казахском) языке были начертаны лозунги: «Да здравствует Всероссийское и Сибирское Учредительное Собрание», «Да здравствуют верные сыны родины».

Писатель Сабит Муканов в третьей части своей книги «Школа жизни» упоминает о зелёном флаге Уильского конного алашского полка, в центре знамени находилась шахада, а вокруг неё надпись на казахском арабским письмом «Да здравствует Алашская автономия». Мукатай Жанибеков, знакомый Муканова, увидел этот флаг и разорвал его на сцене во время большевистского съезда.

Попытка реконструкции флага Уильского конного полка, хранится в Жымпиты
Флаг алашской сотни.

Красноармейская разведка упоминала о зелёном знамени у алашских сотен: «патронов на людях от 20 до 60. Штадив имеет зелёный флаг с белым черепом и костями и надписью „С нами БОГ“, а на другой стороне белый полумесяц со звездой и мусульманской надписью „Алаш“. На папахах треугольники у казаков красные, у таранчей — зеленые, алашей — белые. Отношение мусульманского населения к белым дружелюбное.».

Профессор Вальтер Трембицкий в 1970-х годах опубликовал изображение флага Алашской автономии который представлял собой красное полотно с золотыми полумесяцем и звездой. Источники, которыми он руководствовался, не ясны.